# Jan Klas (manažer)
Jan Klas (* 6. května 1963) je mezinárodně uznávaný český expert na leteckou dopravu a dlouholetý generální ředitel státního podniku Řízení letového provozu ČR. Byl a je členem několika významných mezinárodních projektů a institucí, které se zabývají oblastí řízení letového provozu. Za svou dlouholetou činnost obdržel řadu ocenění. V květnu 2017 patřil mezi úzké finalisty při volbě generálního ředitele organizace EUROCONTROL. V červnu 2018 byl zvolen předsedou výkonného výboru ředitelů poskytovatelů služeb řízení letového provozu EC3 CANSO.

## Kariéra

### Řízení letového provozu
V oblasti dopravy a řízení letového provozu pracuje od roku 1985, kdy nastoupil k podniku ŘLP ČR. Začínal jako řídící letového provozu na oblastním středisku letových provozních služeb Praha. V roce 1991 se stal vedoucím tohoto oddělení a na této pozici vydržel do roku 1994. V roce 1995 byl jmenován náměstkem ředitele pro sekci letových navigačních služeb Praha. V roce 1997 změnil působnost a stal se náměstkem ředitele pro sekci systémů a postupů. V letech 1999–2007 působil jako zaměstnanec Evropské agentury pro bezpečnost letového provozu (EUROCONTROL), konkrétně jako ředitel pobočky pro Českou republiku (Central European Air Traffic Services Strategy Planning and Development Unit). Dne 1. října 2007 byl jmenován generálním ředitelem ŘLP ČR, s.p.

### Mezinárodní projekty a instituce
Od roku 1996 je členem mezinárodní organizace Air Traffic Control Association (USA). V letech 1997–1998 byl součástí mezinárodního týmu pro definování strategie Air Traffic Management 2000+. V období 1998–1999 se podílel na projektu CEATS (EUROCONTROL). Od roku 2010 do roku 2011 působil jako předseda Rady ředitelů poskytovatelů služeb řízení letového provozu v rámci projektu „Středoevropského funkčního bloku vzdušného prostoru“ FAB CE. Od roku 2016 je místopředsedou Výkonného výboru generálních ředitelů evropských poskytovatelů letových navigačních služeb CANSO.

### Politika
Od ledna 2018 se stal členem týmu akademika Jiřího Drahoše v rámci jeho kandidatury na funkci prezidenta České republiky jako jeho odborný poradce.

### Ocenění
V roce 2015 převzal ocenění Parlamentu České republiky za „Dlouhodobý přínos k rozvoji českého civilního letectví“. V roce 2016 stanul ve finále soutěže Manažer roku pořádané Českou manažerskou asociací.

## Vzdělání
V letech 1981–1985 absolvoval Vysokou školu dopravy a spojů v Žilině se specializací na letectví. Ovládá několik cizích jazyků – angličtinu, francouzštinu a ruštinu.

### Akademická činnost
Je členem vědeckých rad dopravní fakulty Žilinské univerzity a Vysoké školy obchodní v Praze.

## Rodina
Je ženatý a má 3 děti. Více než 25 let se kvůli osobnímu příběhu věnuje odborné i fundraisingové činnosti v oblasti pomoci osobám s mentálním postižením. Jeho dcera trpí poruchou autistického spektra a v současnosti je již dospělá. Jan Klas v tomto kontextu pracoval jako člen správní rady nadace Dětský mozek a v současnosti vykonává funkci zakladatele obecně prospěšné společnosti Vítej... provozující komunitní chráněné bydlení pro dospělé osoby s těžkou formou autismu.